# František Šípek (politik)
František Šípek (8. září 1822 Benešov – 8. července 1871 tamtéž) byl rakouský a český politik působící na Benešovsku, v 60. letech 19. století poslanec Českého zemského sněmu.

## Biografie
V roce 1862 se v Benešově podílel na založení pěveckého spolku Ozvěna. Od roku 1865 zasedal v nově vzniklém okresním zastupitelstvu, kde setrval i po volbách v roce 1869.
V 60. letech 19. století se zapojil i do zemské politiky. V zemských volbách v březnu 1867 byl zvolen na Český zemský sněm za kurii městskou (obvod Jílové – Vyšehrad – Benešov – Černý Kostelec).
V srpnu 1868 patřil mezi 81 signatářů státoprávní deklarace českých poslanců, v níž česká politická reprezentace odmítla centralistické směřování státu a hájila české státní právo. Koncem 60. let praktikovali čeští poslanci politiku pasivní rezistence, kdy na protest bojkotovali jednání zemského sněmu. V září 1868 byl Šípek pro absenci zbaven poslaneckého mandátu v zemském sněmu. Již v září 1869 ovšem byl opětovně zvolen v doplňovacích volbách. Uvádí se tehdy jako měšťan z Benešova. Poslancem se stal, opět za svůj obvod, i ve volbách do Českého zemského sněmu roku 1870 Do sněmu pak místo něj usedl Václav Vladivoj Tomek.
Zemřel roku 1871, pohřben byl na Starém hřbitově v Benešově.